# Zòpir el Vell
Zòpir (en llatí Zopirus, en grec antic Ζώπυρος) fou un aristòcrata persa fill de Megabizos i un dels sets nobles que van matar el fals Smerdis de Pèrsia.
Va servir amb Darios I el Gran contra Babilònia, que s'havia revoltat al començament del seu regnat. Darios va assetjar la ciutat durant 20 mesos sense èxit i llavors Zòpir va decidir ocupar-la fent per això un extraordinari auto-sacrifici: es va tallar les orelles i el nas, es va desfigurar tot el seu cos de manera horrible i es va presentar davant de Darios per explicar-li les seves intencions. Llavors va anar a Babilònia fingint ser víctima de la crueltat del rei. Quan els babilonis van veure a un noble persa en aquelles condicions van creure que realment era un perseguit, i el van posar al front de les seves tropes i d'aquesta manera va trobar el sistema per entregar la ciutat a Darios.
Els habitants van ser severament castigats i Zòpir nomenat sàtrapa de Babilònia de manera vitalícia amb dret a gaudir de tots els ingressos de la satrapia; a més li va conferir altres mostres d'honor i distinció; el rei deia que més s'haguera estimat tenir a Zòpir sense ferides que vint ciutats com Babilònia.
Tots aquests fets són llegendaris. Ctèsies de Cnidos situa la revolta en temps de Xerxes I de Pèrsia i diu que els rebels babilonis van matar el sàtrapa Zòpir, però que el seu fill Megabizos va entregar la ciutat al rei per un estratagema. Aquesta entrega Heròdot l'atribueix al mateix Zòpir, que no va ser mort pels revoltats.